# La joven (Klimt)
La joven (en alemán, Die Jungfrau) es un óleo sobre tela de grandes dimensiones, casi cuadradas: de 190 centímetros de alto por 200 cm de ancho, pintado en 1912-1913 por el pintor austríaco Gustav Klimt; es uno de sus últimos cuadros. También es conocido como La virgen o Las vírgenes. Se conserva en la Galería Nacional de Praga
Es una composición vista en picado, de arriba abajo. Su formato circular le da gran dinamismo. 
Hay varios cuerpos femeninos entrelazados, unos desnudos y otros con vestidos de inspiración rumana. A su vez, estos cuerpos se entrelazan con elementos decorativos con los que los cuerpos se entrelazan: espirales, círculos, flores, cintas. Se encuentran en una especie de isla flotante sobre una superficie oscura. 
Se distinguen los rostros de las muchachas: unas dormidas, otras despiertas pero somnolientas. Una de ellas mira fijamente fuera del cuadro. Se representan así diversas etapas de la inconsciencia antes de llegar a ser mujer.
Klimt utiliza colores suntuosos. La riqueza de los ornamentos le da un aire oriental.